# Marisa Brel
Marisa Andrea Breglia conocida como Marisa Brel (n. 12 de diciembre de 1969, Buenos Aires, Argentina) es una periodista, escritora y conductora de radio y televisión.

## Biografía
Estudió periodismo en la Universidad del Salvador durante 1988, y en la Universidad Católica Argentina, entre 1989 y 1990. También estudió actuación durante 3 años con Carlos Evaristo, con quien luego contrajo matrimonio. 
Otros de sus estudios profesionales fueron producción y dirección de televisión. Luego, sigue estudiando producción, y también dirección de teatro y dramaturgia con Luis Agustoni; y locución.
Es una de las caras famosas para promocionar en Argentina una empresa de estafas piramidales en el rubro de salud, nutrición y bienestar.

## Carrera
Sus comienzos fueron como secretaria de Sofovich en "La noche del domingo" y en Telefe en el ciclo Indiscreciones con Lucho Avilés. 
Marisa trabajó desde 1991 a 1994 con Lucho Avilés, en Telefe y Canal 9.
En 1996, se casó con el director teatral Carlos Evaristo.
Marisa trabajó en 1999 en Telepasillo junto al conductor Guillermo Andino y formó parte del panel junto a Mario Caira, Susana Fontana, Marcela Tauro y Luis Ventura, programa que se emitía de lunes a viernes por Canal 13 a las 18 horas.
En 2002 trabajó nuevamente junto a Guillermo Andino y Federica Pais en "Va por vos", era parte del panel y tenía como compañeros de trabajo a Alberto Cormillot, Esteban Mirol y Sandra González. En ese año trabajo en Radio Show (FM 100.7).
En ese año participa como panelista en el debate de Gran Hermano 3 junto a Juan Alberto Badía junto a Jorge Dorio, Any Ventura y Guillermo Blanc.
En ese año nace su primera hija, luego de seis tratamientos in vitro, a quien llamó Paloma. Marisa y su esposo, quien era productor teatral de "Pijamas", bautizaron a Paloma a los cinco meses.

“Costó mucho dolor, frustración y angustia. Luego de cinco años y gracias al doctor Sergio Pasqualini, logramos ser padres con mi marido Carlos”.

En 2003 conduce en RadioShow, emisora de Marcelo Tinelli, "La otra cara" junto a la también locutora Marcela Feudale, programa que salía al aire los sábados, de 10 a 13, y los domingos, de 8 a 13 horas.
En 2004 Marisa y Angel de Brito están a cargo de un departamento de casting, en donde seleccionaban a quienes participen de las nuevas tiras del canal de Daniel Hadad, Canal 9. Fue parte de la alfombra roja de los Premios Martín Fierro junto a Viviana Canosa, Carla Conte, Emiliano Rella y Angel de Brito.
Desde 2006 a 2007 fue parte del panel de Los profesionales de siempre, programa de Viviana Canosa. En 2007 renunció para formar parte del debate de Gran Hermano 2007, allí conoció a Lola Cordero, de quien es amiga.
En 2007 fue panelista de Por qué no te callas...?, programa conducido por Mariano Peluffo.
Desde 2008 abrió junto con su socia, la periodista Mercedes Martí, el News Bar que, según sus dueñas es un “slow coffee, restó and drinks” en Palermo Hollywood.
Desde 2007 hasta 2010, condujo Alfombra roja por C5N. En ese programa el 20 de agosto de 2010, realizó la última entrevista a Romina Yan.
En 2011, sacó a la venta su segundo libro "Un hijo, un sueño". En este año logró reunirse con el gobernador de la provincia de Buenos Aires, Daniel Scioli, para trabajar con el objetivo de que se sancione la primera Ley de Fertilización Asistida gratuita en territorio bonaerense. Finalmente, ese proyecto se convirtió en ley al sancionarse el 2 de diciembre del año pasado.
En agosto de 2011 anunció que alquilaría un vientre para intentar volver a ser madre.

Para mí, alquilar un vientre es el acto de amor más maravilloso que puede hacer una mujer. La gente tienen una fantasía de que es algo secreto, que solamente las celebridades pueden hacerlo. En Estados Unidos hay dos lugares donde está permitido: en California y en La Florida. El procedimiento es como un in vitro: comienza con la extracción de óvulos míos y los espermatozoides de mi marido en Estados Unidos. Luego, el embrión, en vez de colocarlo en mi útero, se lo colocan a la madre sustituta. Es optativo conocer a la madre sustituta. Yo lo hice, hablamos por teléfono y ¡ya la amo! Ella va a ser una incubadora humana: es un ser increíble que está ayudando a que sea madre nuevamente. Si hubiera podido, hubiera tenido seis hijos, pero no me tocó en esta vida. Tengo mucho amor para dar y por eso me convertí en una referente del tema. Así como la ciencia avanza, las leyes también tienen que hacerlo.

Con su primer libro realizó diferentes presentaciones en la Feria del Libro de Buenos Aires, en Chile, México y Miami. Visitó Atlanta, invitada por la cadena de noticias CNN, donde presentó Mother after all, la versión en inglés de su libro.

"Es un éxito a nivel ventas, (el original) es best seller en toda América. Luego voy escribir otro (tercer libro) con el doctor Fernando Akerman, para contarle al mundo como será mi experiencia con el alquiler de vientre. Estoy preparando un documental similar a un reality en Estados Unidos, donde vamos a mostrar cada momento de cómo es el mismo proceso".

## Filmografía

### TV

#### Telefe
- Indiscreciones (1991)
- Gran Hermano (2002-2003 y 2007)
- Por qué no te callas...? (2007-2008)
- Gran Hermano (2022)

#### elnueve
- Indiscreciones (1992-1994)
- Buenos Muchachos (1995)
- Indiscreciones (1997-1998)
- Chicas Express (2003)
- Más Viviana (2006-2007)

#### eltrece
- Telepasillo (1999-2001)
- Soñando por bailar (2011)

#### Ciudad Magazine
- Megahits (2000)

#### América TV
- Va por Vos (2002)
- LAM (2025-presente)

#### C5N
- Alfombra Roja (2007-2010)

#### IGTV
- Hablemos de Gran Hermano (2025-presente)

## Libros
- “Voy a ser madre… a pesar de todo” (2010). Prólogo de Claudio María Domínguez y Bernardo Stamateas.[10][11][12][13]
- "Un hijo, un sueño", prólogo del Gobernador Daniel Scioli, Claudio María Domínguez y Bernardo Stamateas. (2011)[14]